# Evening
《Evening》是日本講談社發行的漫畫雜誌，2001年創刊，并于2023年2月28日发行的2023年6号停刊。

## 休刊号连载作品
以下是《Evening》2023年6号，即休刊号上连载的作品。

### 每号连载
- （松本英吉）→转至《Morning》连载
- 金田一少年之事件簿30th（漫画：、原作：天樹征丸）
  - （漫画：佐藤友生、原作：天樹征丸）※作为《金田一少年之事件簿》的衍生作品
- （真船一雄、医疗监修：原田知幸）※作为《无敌怪医》的续作→转至《コミックDAYS》连载
- （脚色・構成・作画：小林诚、原作：恵本裕子）→转至《コミックDAYS》连载
- （須本壮一）
- →转至《コミックDAYS》连载
- （赤名修）→转至《コミックDAYS》连载
- （松本明澄）→转至《コミックDAYS》连载
- →转至《コミックDAYS》连载
- →转至《コミックDAYS》连载
- （出端祐大）→转至《Morning》连载
- （原作：五十嵐律人）→转至《コミックDAYS》连载
- →转至《コミックDAYS》连载

## 外部連結
- イブニング （页面存档备份，存于）
- イブニング的X（前Twitter）
- イブニング編集部的Facebook專頁
- イブニング編集部的Instagram帳戶
- YouTube上的イブニング編集部頻道